# Дискримінація асексуальних людей
Дискримінація асексуальних людей, також відома як ейсфобія або афобія, охоплює низку негативних установок, поведінки та почуттів до асексуальності або людей, які ідентифікують себе у спектрі сірої асексуальності. Негативні почуття або характеристики щодо асексуальності включають дегуманізацію, віру в те, що асексуальність є психічною хворобою, що асексуальні люди не можуть відчувати кохання, та відмова прийняти асексуальність як справжню сексуальну орієнтацію. Асексуальність іноді плутають з безшлюбністю, утриманням або гіпосексуальністю.

## Класифікація
Поведінка та ставлення, які вважаються дискримінаційними, включають ідею про те, що асексуальність є психічною хворобою, що асексуальність є фазою чи вибором, ідея про те, що асексуальні люди не можуть відчувати любов. Аспекти дискримінації можуть залежати від інших частин особистості. Попри збільшення уваги ЗМІ з роками, асексуальність залишається широко недостатньо зрозумілою; опитування Sky News показало, що 53 % з 1119 опитаних впевнені у визначенні асексуальності, але 75 % цієї групи зробили це неправильно або визначили асексуальних людей як таких, у яких просто відсутнє лібідо.
Асексуальні люди іноді стикаються з дискримінаційним або зневажливим ставленням чи поведінкою як у межах ЛГБТ-спільноти, так і поза нею. У 2011 році ЛГБТ-активіст Ден Севідж заявив, що асексуальність була вибором, описавши її як «рішення не займатися сексом» і визнавши її негідною уваги. Рут Вестгеймер, секс-терапевтка, також зазнала критики за свою думку, що здатність досягати оргазму означатиме, що людина не може бути асексуальною, і надалі її критикували в 2015 році, маючи на увазі, що асексуальність є проблемою, яка потребує вирішення. Дослідження, присвячене 169 асексуальним людям, опубліковане в квітні 2016 року Єльським університетом, показало, що багато людей стикалися зі звільненням і скептицизмом під час камінг-ауту. Великими зусиллями було зупинено виключення асексуальних людей з ЛГБТ-подій.
Асексуальні люди, чия асексуальність була прийнята лише тому, що немає іншого пояснення їхньої відсутності інтересу до сексуальної активності, стали називатися «неприступними асексуалами». Невірне ставлення до асексуальності може змусити асексуальних людей боятися зробити камінг-аут.
Опитування ЛГБТ у 2017 році, проведене урядом Великої Британії, показало, що, попри лише 2 % з понад 108 000 опитаних, які визнали себе асексуальними, серед цис-опитаних вони мали найнижчу середню задоволеність життям від будь-якої сексуальної орієнтації. Результати також показали, що асексуальні люди є найменш комфортною цисгендерною ЛГБТ-групою у Сполученому Королівстві, і 89 % цисендрів-нестатевих респондентів — найвищий відсоток серед будь-якої опитаної групи — не бажають бути відкритими, боячись негативні реакції.
Асексуальні люди можуть зазнати соціальної дискримінації через переконання, що гетеросексуальність є нормою за замовчуванням, або переконання, що вони — просто геї чи лесбійки, які заперечують свою «справжню» ідентичність. Відомо, що деякі асексуали навіть переживають гомофобні переслідування через те, що їхня асексуальність сприймається як гомосексуальність.
Два дослідження показали, що асексуальні люди більш знелюднені, ніж гетеро-, гомо- та бісексуальні, їх часто порівнюють із тваринами чи роботами через їхню сексуальність.
Асексуальні люди часто мають менший правовий захист, ніж геї, лесбійки та бісексуальні, хоча в Нью-Йорку Закон про недискримінацію сексуальної орієнтації класифікує їх як захищений клас. Також відомо, що асексуальні люди зазнавали корекційних зґвалтувань. На них може чинитися тиск щодо сексуальних дій та звернення до лікаря, щоб «виправити» їхню орієнтацію. Опитування 2015 року показало, що 43,5 % з майже 8000 опитаних асексуальних людей стикалися із сексуальним насильством попри помилкове уявлення про те, що асексуальні люди ніколи не стикаються і не беруть участь у сексуальних ситуаціях, і тому не можуть зазнавати сексуального насильства.
Дехто, як соціолог Марк Керріган, вважають, що дискримінація асексуальних людей має більше спільного з маргіналізацією, ніж типовою ненавистю, пов'язаною з іншими формами дискримінації на основі сексуальності, такими як гомофобія, лесбофобія та біфобія, і що їх значна дискримінація є наслідком відсутності розуміння та усвідомлення асексуальності.

## Антидискримінаційні заходи
У Нью-Йорку Закон про недискримінацію щодо сексуальної орієнтації класифікує асексуальних людей як захищений клас.
Восени 2014 року була опублікована книга «Невидима орієнтація: вступ до асексуальності» Джулі Сондри Декер, яка зазначила, що мета книги — використовувати її в сексуальній освіті для збільшення загальних знань про сексуальність.
У 2015 році кандидат у парламент від Лейбористської партії Великої Британії Джордж Норман закликав Парламент додати асексуальність до свого чинного законодавства про рівність та визнати, що 1 % електорату Великої Британії визнано асексуальними людьми.